# Amauromyza chenopodivora
Amauromyza chenopodivora är en tvåvingeart som beskrevs av Spencer 1971. Amauromyza chenopodivora ingår i släktet Amauromyza och familjen minerarflugor. Arten är reproducerande i Sverige. Inga underarter finns listade i Catalogue of Life.